# 联合国总部大楼

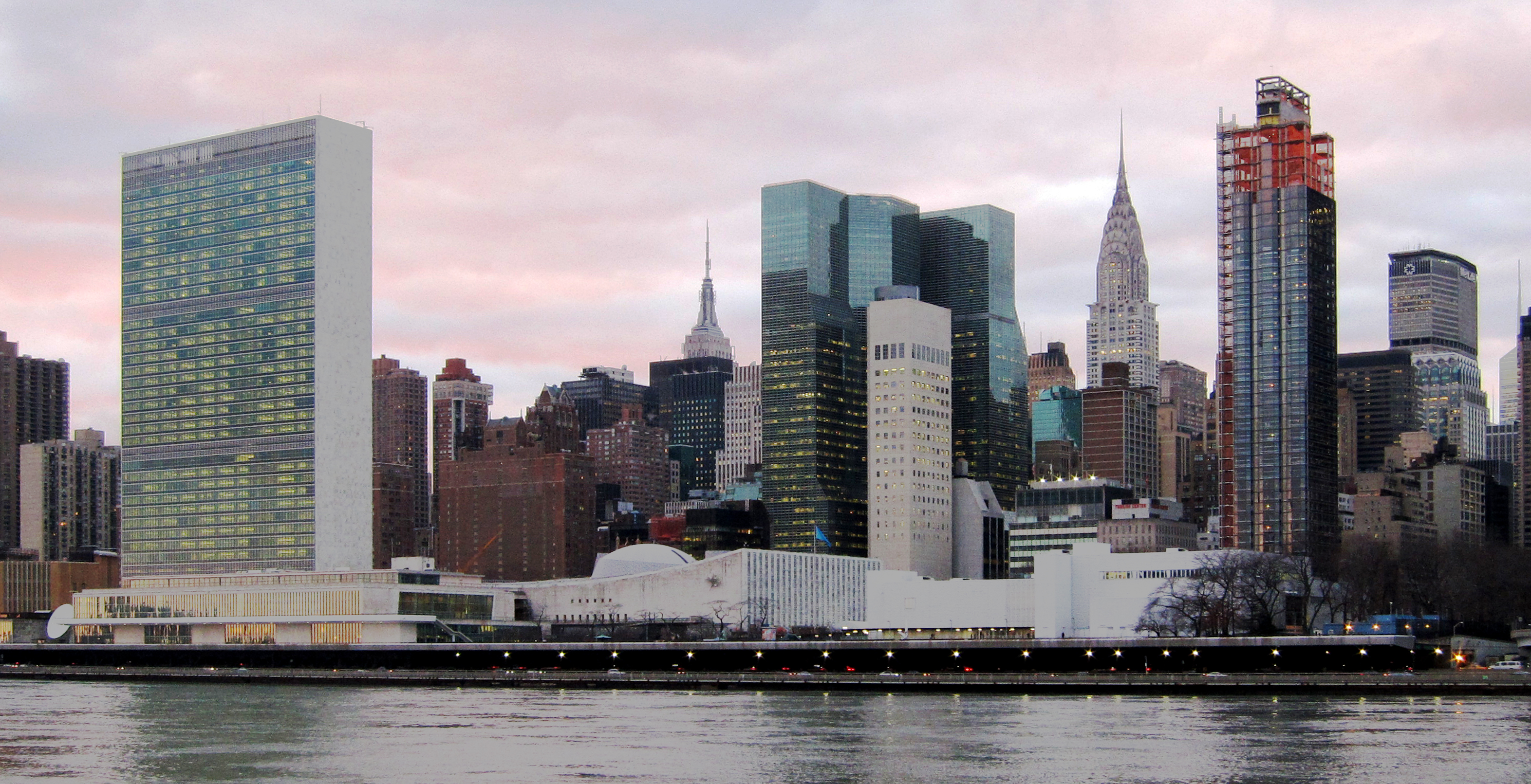
位於紐約的聯合國總部（從東河角度取景）

联合国总部大楼（亦称联合国大厦）是联合国总部的所在地，位於美国纽约曼哈顿東側，屬於國際領土，因此只要是會員國國民持有護照就可以進入，包括與美國無邦交的聯合國會員國。聯合國總部大樓位于紐約市，其西側邊界為第一大道、南側邊界為東42街、北側邊界為東48街、東側邊界為東河，從聯合國總部大樓可以俯瞰東河。此大樓於1949年和1950年間興建，土地購自於當時的紐約房地產家威廉·傑肯多夫，面積達17至18英畝（6.9至7.3公頃）。在此之前，洛克斐勒家族有意提供其在紐約州威斯特徹斯特郡洛克菲勒莊園的土地，但因距離曼哈頓遙遠而作罷；之後，納爾遜·洛克菲勒便協助新的土地的購買，其父小約翰·戴維森·洛克菲勒則捐助了850萬美元協助興建大樓。
联合国总部拥有包括联合国大会和联合国安理会在内的联合国主要机构，但不包括设在海牙的国际法院。联合国还有三个附属区域总部：1946年啟用的日内瓦办事处，1980年啟用的维也纳办事处，與1996年啟用的内罗毕办事处开业。这些附属办事处有助于代表联合国的利益，促进外交活动，并享有某些域外特权，但不包含主要机构。
联合国总部虽然位于纽约市，但它使用的土地及其租用的建筑物空间完全由联合国管理，而不是美国政府。它们通过与美国政府签订的条约而享有治外法權。然而，作为对当地警察、消防和其他服务的交换，联合国同意承认大多数美国地方、州和联邦法律。
联合国的15个专门机构（如教科文组织）都没有设在总部。然而，有一些「自治附属机构」（如联合国儿童基金会）的总部设在联合国总部。
2006年12月23日，联合国大会通过了名为「基本建设总计划」的决议，决定拨款18.77亿美元來整修联合国总部大楼。

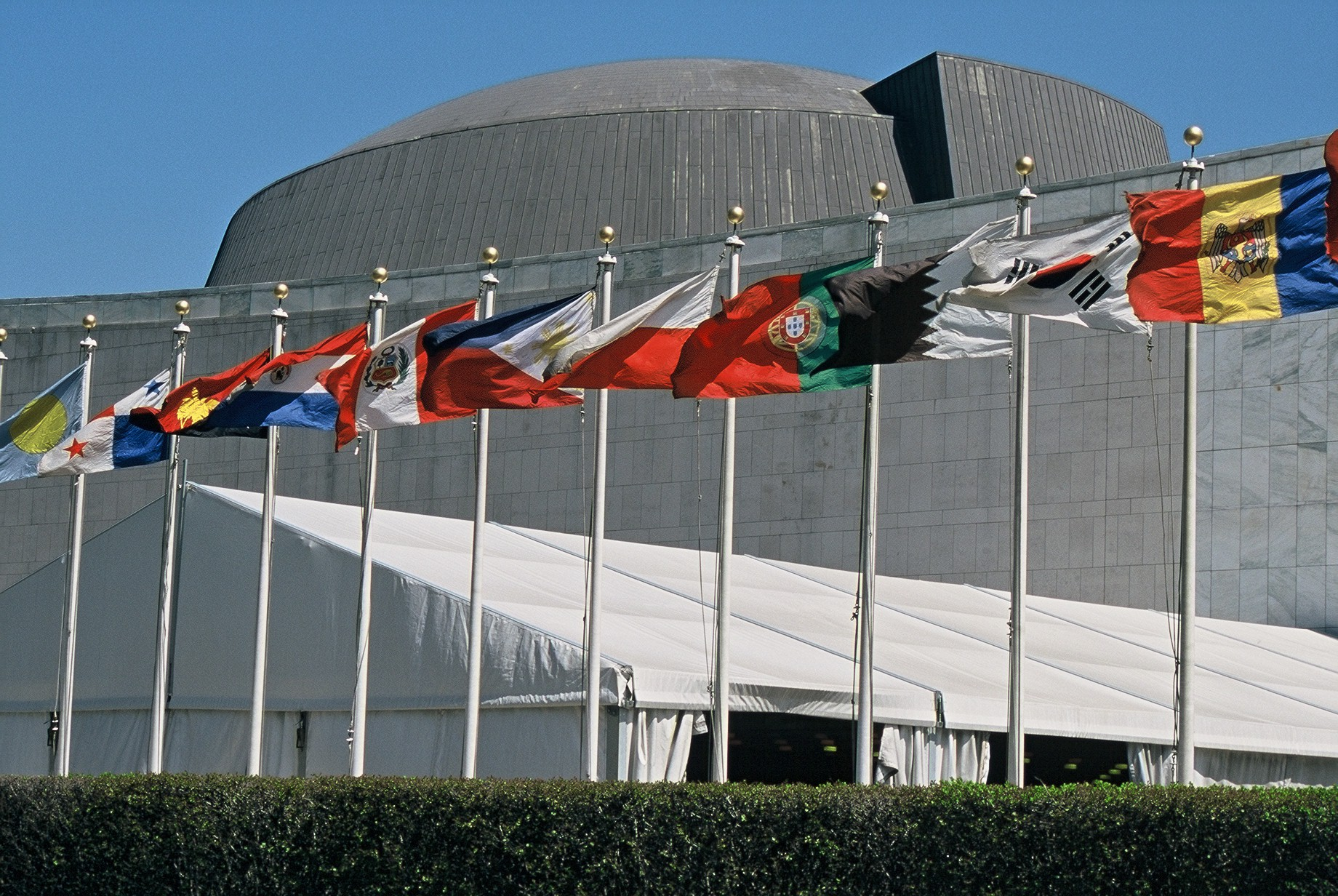
联合国总部的各国国旗

## 臨時總部
1946年在紐約長島成功湖的聯合國臨時總部開始運作，1952年該區域在正式總部完工以後作為歷史遺跡之用，因此特地保留了當初創始的模樣，仍旧悬挂五大創始常任理事國的国旗，包括1971年退出联合国的中華民國，以及1991年解體的蘇聯。

## 計劃與建設
美國建築師華萊士·K·哈裡森為首席建築師兼策劃人，以及聯合國諸成員國任命的設計顧問。包括D.N.Bassov（苏联）、Gaston Brunfaut（比利時）、歐内斯·特科米爾（加拿大）、勒·柯布西耶（法國）、梁思成（中國）、奧斯卡·尼邁耶（巴西）、霍華德·羅伯特森（英國）、G. A. Soilleux（澳大利亞）、Julio Vilamajó（烏拉圭）。
因為毗鄰東河快車道和東河的緣故，有必要將之建成高層建築。建築團隊在50個提案中選出尼迈耶的32號提案以及柯布西耶的23號提案，其中前者將分別用於聯合國大會和秘書处的建築分開為兩座，而後者則只包括一個囊括一切機構的建築。最後二者共同提交了23-32號計劃，其設計如今日我們所見。
聯合國總部大樓始建於1947年，1949年10月24日奠基，于1952年落成。美國政府為其提供了6500萬美元無息貸款，整個建築亦正好用去全部貸款。

## 建築
该建筑群包括一些主要建筑。秘书处大楼是总部的中心，其他建筑包括联合国大会大厦、达格·哈马舍尔德图书馆以及大会大厦和秘书处大楼之间的会议大楼。就在建筑群的围墙内，矗立着一排旗杆，所有193个联合国会员国、2个观察员国的国旗以及联合国会旗都按英文字母顺序飘扬。聯合國總部大樓對持有會員國身分證明的人員開放。

### 联合国大会大厦
联合国大会大楼大廳內牆為曲面，屋頂為懸索結構，上覆穹頂。设有大会堂，可容纳1 800人。它长 165 英尺（50 米），宽 115 英尺（35 米），是建筑群中最大的房间。
大厅有两幅法国艺术家费尔南德·莱格的壁画。会议厅的前面是讲台，讲台上摆放着大会主席、秘书长和负责大会事务和会议服务的副秘书长的绿色大理石办公桌，以及供发言者使用相配的讲台。讲台后面是金色背景上的联合国会徽。在讲台上，有一面镶板半圆形的墙，在靠近天花板并环绕房间前部时会逐渐变小。镶板墙前是客人的休息区，墙内是窗户，让口译员在工作时观看会议。大厅的天花板高 75 英尺（23 米），由凹陷灯具环绕的浅圆顶超越。大厅入口处刻有伊朗诗人萨阿迪的古利斯坦题词。
最初的计划要求在讲台后面的大会堂后墙装饰1952年联合国60个成员国的印章。虽然最终完成了54枚封印，但这些计划于1955年被废除，因为秘书长达格·哈马舍尔德认为它们会分散对会议室目的的注意力。大会堂上一次修改为1980年，当时增加了容纳增加成员的能力。192个代表团各有6个席位，其中3个在会议桌前，3个候补席位在会议厅后面。

### 联合国会议楼
会议楼位於大会大厦和秘书处大厦之间，面向东河。安全理事会会议厅在会议楼內，它是挪威的礼物，由挪威建筑师阿恩斯坦·阿内伯格设计。会议厅的前面牆上是挪威艺术家Per Krogh的油畫壁畫，描绘一只不死鳥从灰烬中重生。
大楼的二楼设有经济及社会理事会（经社理事会）会议厅，这是瑞典赠送的礼物。它由斯文·马克利乌斯设计，于2013年重新装修。

### 联合国秘书处大厦
高153.9米，樓高39層的联合国秘书处大厦，是早期板式高層建築之一，也是最早採用玻璃幕牆的建築。前後立面都採用鋁合金框格的暗綠色吸熱玻璃幕牆，鋼框架挑出90公分，兩端山牆用白大理石貼面。大樓體形簡潔，色彩明快，質感對比強烈。

### 达格·哈马舍尔德图书馆
该图书馆于1946年与联合国共同建立。它最初被称为联合国图书馆，后来称为联合国国际图书馆。20世纪50年代末，福特基金会向联合国提供了一笔赠款，用于建造一座新的图书馆大楼：达格·哈马舍尔德也帮助确保了新大楼的资金。达格·哈马舍尔德图书馆于1961年11月16日被改名。该建筑是福特基金会的礼物，位于总部西南角秘书处大楼旁边。该图书馆藏有40万册书籍、9,800種报纸和期刊、80,000张地图和伍德罗·威尔逊收藏品，其中包括8,600卷國際聯盟文件和6,500本相关书籍和手册。

## 大眾文化
- 電腦遊戲《模擬城市3000》和《文明》裡都有聯合國大樓的場景。
- 《雙面翻譯》（The Interpreter）是第一部在聯合國秘書處大樓和聯合國安全理事會議廳內取景拍攝的電影。
- 在《駭客任務動畫外傳》中，聯合國大樓遭01軍隊炸毀。
- 在《流浪地球2》中，在2058年「月球墜落危機」期間，當中的聯合國（聯合政府）大會會議廳被用作臨時指揮中心，用於统筹全球互联网恢复、解密与串联全球核武器及为全球行星发动机点火的任务。